# Pusta (okręg Marusza)
Pusta – wieś w Rumunii, w okręgu Marusza, w gminie Șincai. W 2011 roku liczyła 131 mieszkańców.